# Gottfried Hart
Gottfried Hart (* 12. Februar 1902 in Garstadt/Lkr. Schweinfurt; † 5. April 1987 in Haßfurt) war ein deutscher Unternehmer, Politiker und Verfassungsvater der Bayerischen Verfassung.

## Leben
Gottfried Hart wurde im unterfränkischen Garstadt geboren. Am 15. Juni 1934 erwarb er in der Promenade in Haßfurt eine Scheune mit Garten, die als Keimzelle des von ihm begründeten und heute noch in Haßfurt ansässigen mittelständischen Betriebes „Gottfried Hart GmbH & Co. KG“ gelten. Hart wurde 1939 nur kurz zum Wehrdienst einberufen und war anschließend im Ernährungsamt Haßfurt für die Bewirtschaftung zuständig.
Im Dezember 1946 kamen erste Gerüchte über eine Anklage wegen nationalsozialistischer Aktivitäten auf. Wenige Tage später wurde sein Vermögen beschlagnahmt. Im Februar 1947 wurde Hart aus dem Bürgermeisteramt entlassen. Die Vorwürfe erwiesen sich als gegenstandslos, die Spruchkammer sprach ihn in allen Punkten frei.
Er war Mitglied der katholischen Studentenverbindung K.D.St.V. Franco-Raetia zu Würzburg im CV. 

## Politisches Engagement
Die amerikanische Militärregierung ernannte auf Vorschlag von Stadtpfarrer Johannes Kötzner Gottfried Hart per Dekret am 17. April 1945 zum ersten Nachkriegsbürgermeister der Stadt Haßfurt. In dieser Funktion befasste sich Gottfried Hart vor allem mit dem Wiederaufbau der am 11. April 1945 zerstörten Mainbrücke, der Unterbringung der Flüchtlinge, der Ernährung und Grundversorgung der Bevölkerung und dem wirtschaftlichen Wiederaufbau.
Hart blieb bis 1972 Mitglied des Haßfurter Stadtrates (Fraktionsvorsitzender der CSU von 1948 bis 1966) und Mitglied des Kreistages (Fraktionsvorsitzender der CSU von 1946 bis 1966). Als Stellvertreter des Landrates fungierte er von 1952 bis 1972. 
Am 20. Januar 1946 wurde auf Initiative von Gottfried Hart der Ortsverband Haßfurt gegründet. 
Im Februar 1946 delegierte der bayerische Ministerpräsident Wilhelm Högner Hart in das Vorparlament. Am 30. Juni 1946 wurde Hart zum Mitglied der Verfassungsgebenden Versammlung in Bayern gewählt.

## Ehrungen
- Die Stadt Haßfurt benannte nach ihm 2006 die Gottfried Hart-Straße.
- Ehrenbürger der Stadt Haßfurt
- Träger des Bundesverdienstkreuzes